# Józef Szczypka
Józef Szczypka (ur. 13 marca 1934 w Słomce koło Mszany Dolnej, zm. 16 lutego 1988 w Warszawie) − polski prozaik i reportażysta.
Ukończył filologię polską na Uniwersytecie Wrocławskim, studiował też na Państwowej Wyższej Szkole Sztuk Plastycznych we Wrocławiu. Debiutował na łamach tygodnika „WTK” jako krytyk literacki. Od 1956 roku był związany z prasą Stowarzyszenia „Pax”. W latach 1965–1973 był redaktorem tygodnika „Kierunki”. Od 1973 roku był redaktorem Instytutu Wydawniczego „Pax”.

## Nagrody
- 1962 – Nagroda Młodych im. Włodzimierza Pietrzaka
- 1978, 1980 – Nagroda im. Włodzimierza Pietrzaka

## Twórczość
- Bitwa pod baldachimem, Opowiadania, 1961
- Dwa tysiące z hakiem, Reportaż, 1962
- Wejście w labirynt, Opowieść o młodym Stanisławie Wyspiańskim, 1963, 1964
- Tajne zabawy, Opowiadania, 1965
- Powtórka z polskiego, Szkice literackie, 1969
- Niedobre Marysienki, Felietony, 1971
- Przypomnienia, Szkice literackie, 1975
- Kalendarz polski, Opowieść o obyczajach, 1979, 1980
- Droga do Rzymu, Biografia Jana Pawła II, 1980, przekład włoski 1981
- Legendy polskie, 1983
- Jan Paweł II. Rodowód